# 光州松汀站
光州松汀站（：／ Gwangju Songjeong yeok */?）是湖南線、慶全線與光州線沿線交會的一座鐵路車站，位於韓國光州廣域市光山区松汀洞，是韓國鐵道公社的集團代表站，可與光州地鐵1號線光州松汀站站外轉乘。本站除有一般鐵路列車停靠之外，亦有無窮花號、ITX-新村、KTX及SRT列車停靠；順天站到發的慶全線列車除1班來往光州站的列車延長運行外，都在此站起終着。
由於光州的都心地域遙遠，比起光州站沒有很多人使用，光州都市鐵道1號線2008年4月11日延長開通至平洞站後通過光州松汀站大大方便了交通。龍山站為準的車費比光州站要低。然而一直延續到2009年，KTX5年間運行到舊行政區域名稱的「松汀里」而得名的車站，然而當其他地域居民和外國人們訪問光州時卻發現此站是光州廣域市的大型主要車站，站名造成混亂，因此2009年4月1日起改為現名「光州松汀」。最近選定了複合轉乘中心，2015年2月17日完工。
此站南側設有光州都市鐵道1號線平洞站來往的軌道入口，現在被設備阻擋。另外此站附近分岔出前往空軍第1戰鬥飛行團的軌道。

## 車站結構
月台採用5面10線雙側式月台營運。

### 月台配置
| ↑ 井邑（湖南高速線）/ ↑長城（湖南線）/↑ 極樂江（光州線）/ ↑西光州（慶全線） |
| 12 11 \| 10 ９ \| ８７ \| ６５ \| ４３ \|                                   |
| 羅州 ↓                                                                      |

| 月台   | 路線           | 方向 | 類別               | 目的地                                         |
| ------ | -------------- | ---- | ------------------ | ---------------------------------------------- |
| 3、4   | 慶全線、光州線 | /    | 無窮花號           | 順天、晉州、馬山、釜田、極樂江、光州、木浦方向 |
| 5、6   | 湖南線         | 下行 | ITX-新村、無窮花號 | 木浦、咸平、羅州方向                           |
| 7·8    | 湖南線         | 上行 | ITX-新村、無窮花號 | 長城、益山、西大田、天安、水原、龍山方向       |
| 9、10  | 湖南高速線     | 下行 | KTX、SRT           | 木浦、羅州方向                                 |
| 11、12 | 湖南高速線     | 上行 | KTX、SRT           | 幸信、首爾、水西、龍山、益山、井邑方向         |

## 历史
- 1913年10月1日 - 落成使用，车站名称为松汀里站。
- 1988年9月18日 - 新站舍竣工。
- 2009年4月1日 - 改为现在名称。
- 2015年4月2日 - 高速铁开场。

## 车站周边
- 光山区厅
- 1913松汀站市場

## 相鄰車站
韓國鐵道公社
湖南線
北松汀信號場－光州松汀－老安
慶全線
东松汀信号场－光州松汀
光州線
光州松汀－極樂江

## 图片

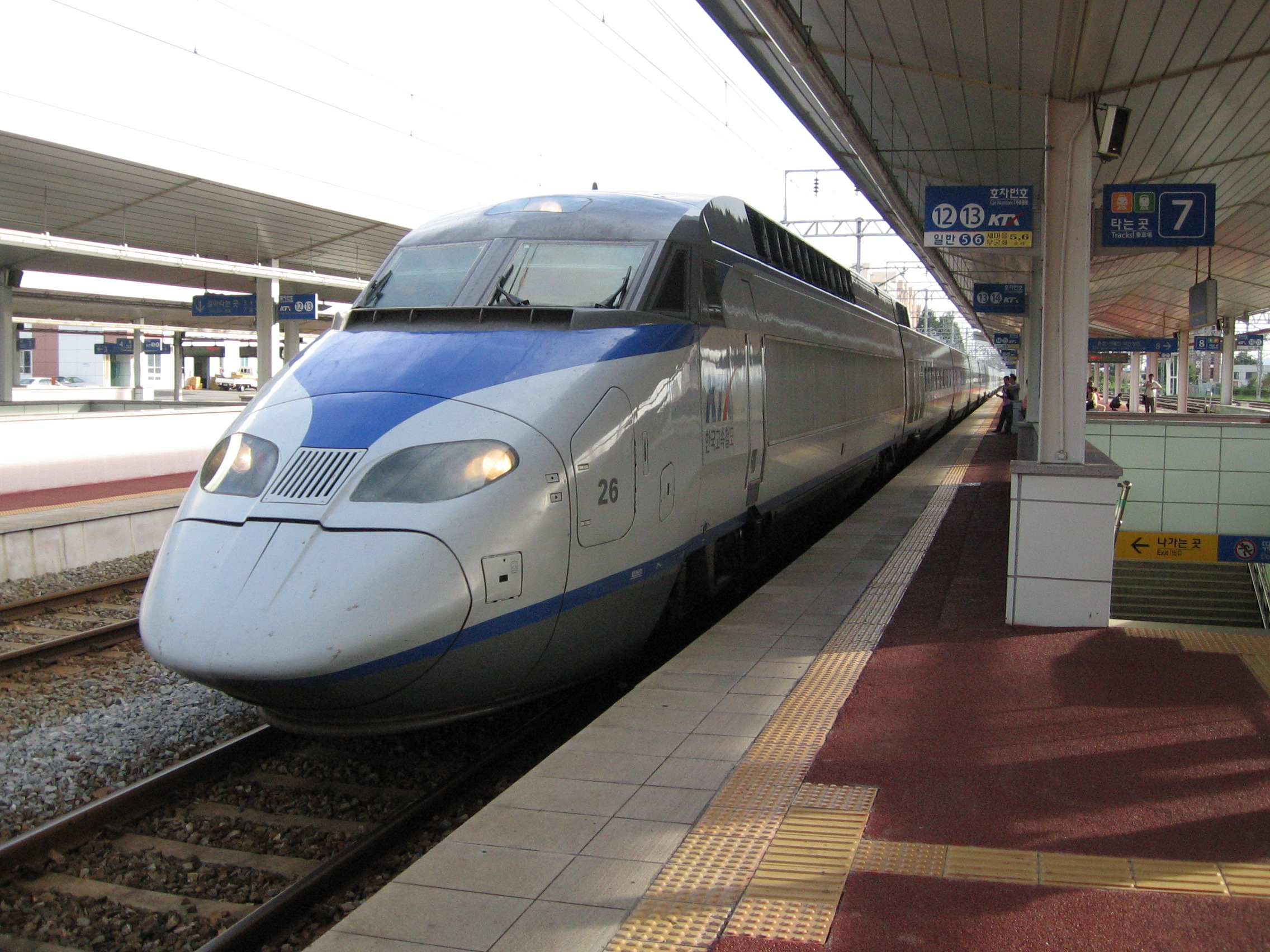
停靠中的KTX列车
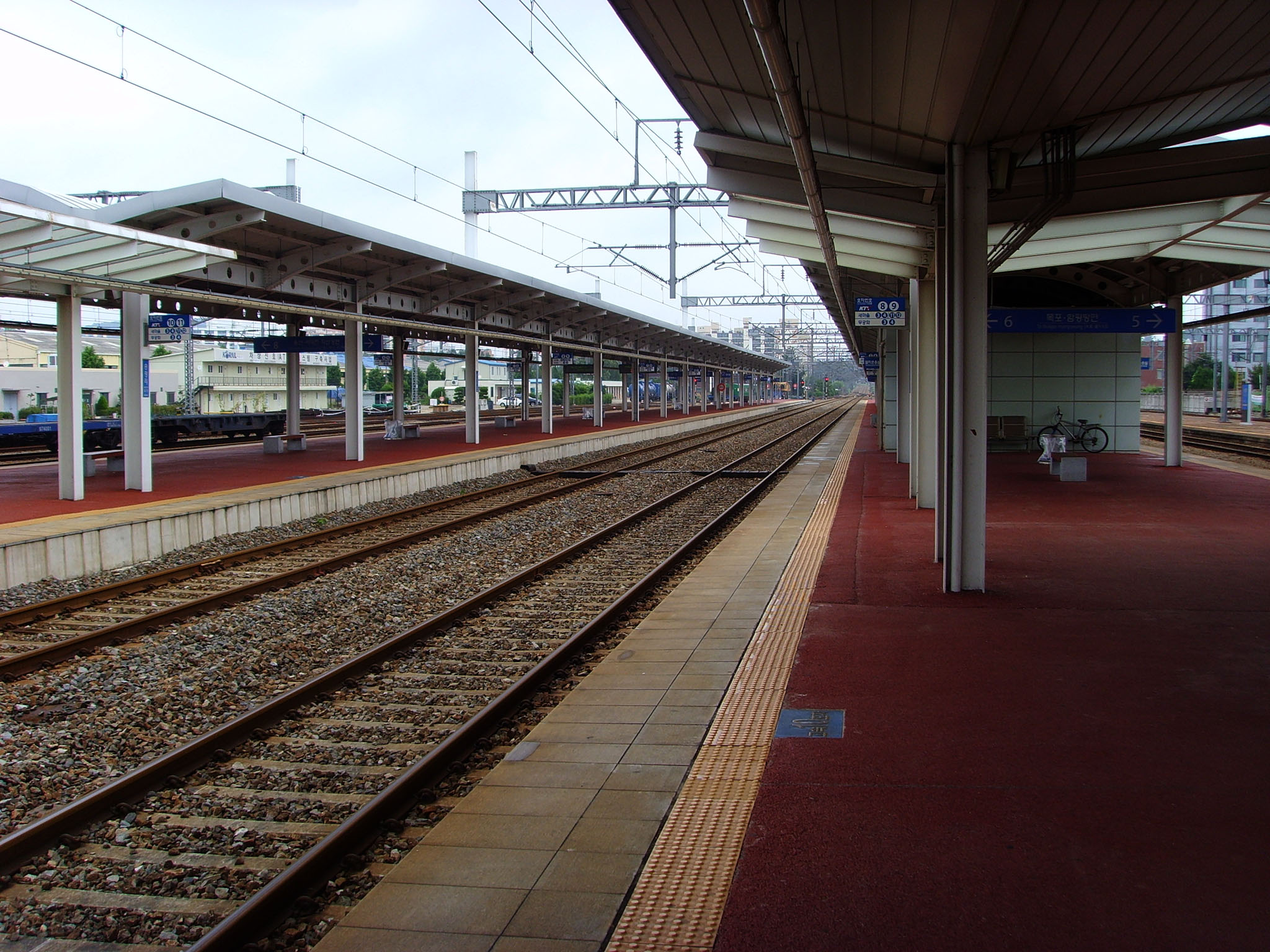
西大田方向行走之站台
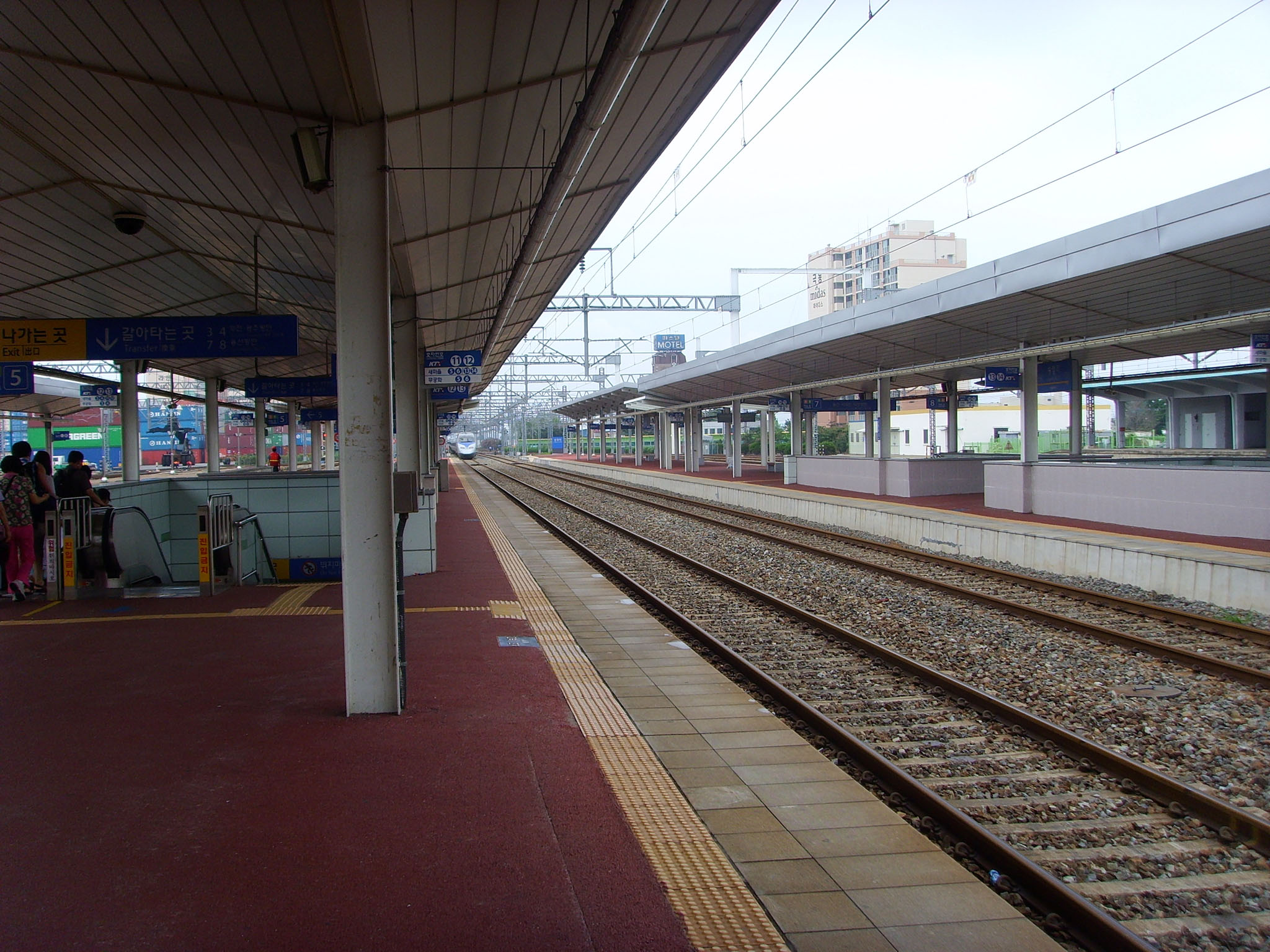
罗州方向行走之站台
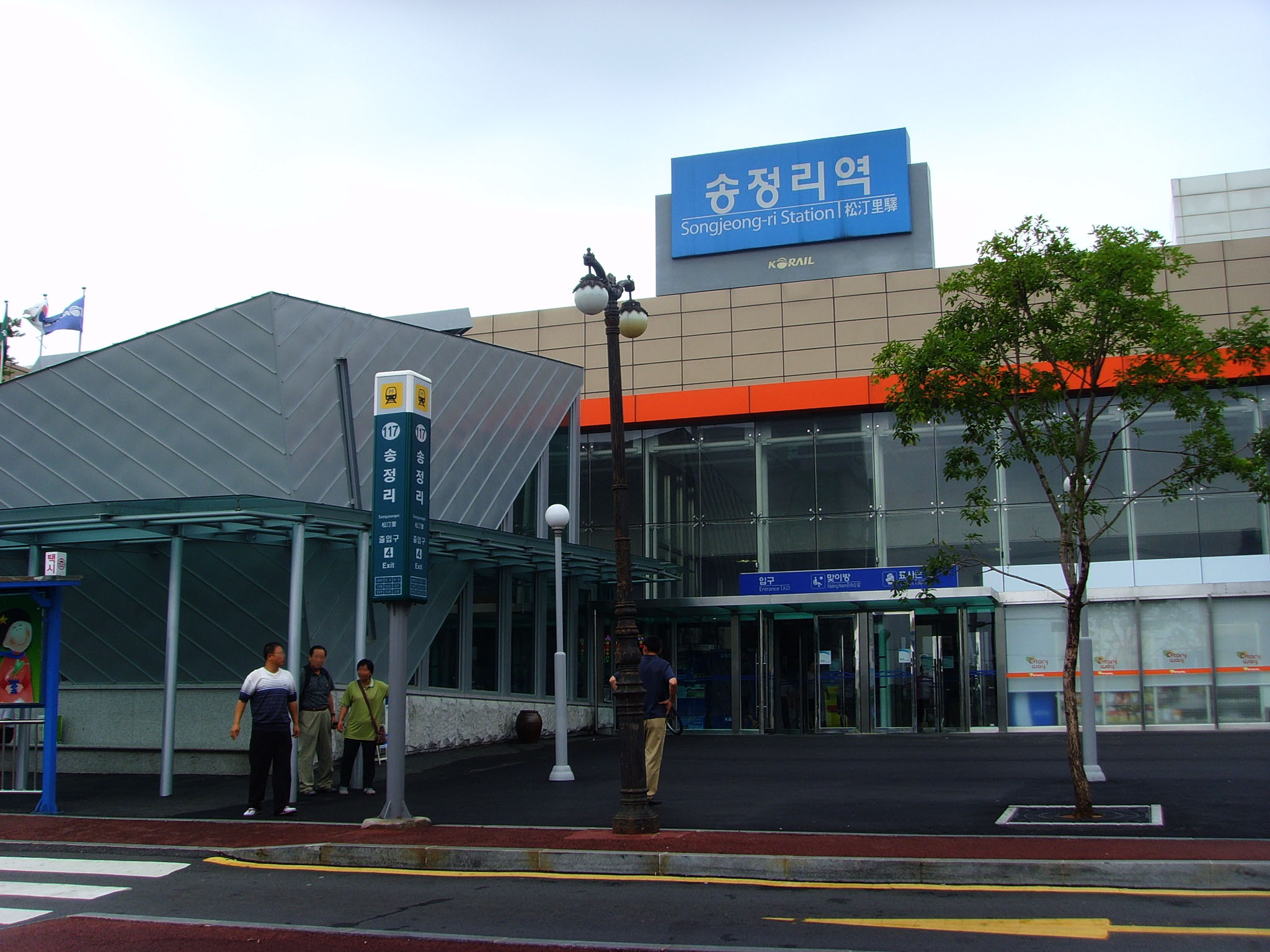
车站站舍旧站牌